# Liste des stations de radio au Danemark
Cet article présente la liste des radios au Danemark.

## Radios publiques

### Danmarks Radio(DR)
- DR P1
- DR  P2
- DR P3
- DR P4
- DR P5
- DR P6 Beat
- DR P7 Mix
- DR P8 Jazz
- DR Mama
- DR Nyheder
- DR Ramasjang
- DR Ultra

## Radios privées
- Hit FM
- Lyngby Radio
- Nova FM
- Radio 100
- Radio ABC
- Radio City
- Radio Mercur
- The Voice
- VLR
- XFM